# Valtro PM-5
La Valtro PM-5 es una escopeta de corredera italiana de calibre 12 desarrollada y fabricada por Valtro. El PM-5 tiene un cargador extraíble y está disponible con culata fija o plegable.